# Nergal
Nergal (akkadsky Nerigal, Nirgal, Nirgali, dále byl uctíván pod několika dalšími jmény) v sumersko-akkadské mytologii bůh smrti a podsvětí.
Tento bůh byl rozšířen v Akkadu, Eble, později se rozšířil do Palestiny. V samotném Sumeru moc rozšířen nebyl a jeho funkci vykonávala Ereškigal, teprve ve starobabylonské říši byl tento problém odstraněn jejich svatbou.
Jeho planetou byl Mars, jehož světlo způsobovalo mor a horečku. Zobrazován byl zpravidla v mužské podobě v dlouhé suknici, v jedné ruce měl sečnou zbraň a v druhé měl palici s jednou nebo dvěma lvími hlavami.

## Rodinné poměry
- Otec Enlil
- Matka Ninlil, v akkadské verzi též Bélet-ilí
- Bratr: Ninurta
- Manželka: Ereškigal, někdy též Las výjimečně i Ninšubur

## Nergal v literatuře
Nergal a Ereškigala – tento mýtus se zachoval ve dvou verzích středobabylonské (14. stol. př. n. l., nalezená v Egyptě, kratší verze) a novoasyrské (8. stol. př. n. l., originál měl zhruba 440 veršů).
První verze vypráví, že Ereškigal vyslala svého posla Namtara, aby ji přinesl její podíl z hostiny bohů, všichni bohové mimo Nergala mu vzdali hold. To urazilo Ereškigal, která žádala jeho vydání, proto Nergal musel do podsvětí, kam si sebou vzal i své démony. Mezi ním a Ereškigal došlo k zápasu, ve kterém zvítězil, Ereškigal ho pak přemluvila, aby si ji vzal.
Ve druhé verzi jde Nergal do podsvětí, aby se Ereškigale omluvil. Zde se spolu milují šest dní, pak se Nergal vrátí na nebesa, kde ho Ea promění ve starce, aby ho Namtar nepoznal, až ho bude Ereškigal hledat. Ereškigal vyšle Namtara, ten ho sice nepozná, ale řekne Ereškigal, že viděl starce a ta mu řekne, ať ho přivede. Poté zde již zůstane a stanou se z nich manželé.